# Blackmore-folyó
A Blackmore-folyó Ausztrália északi részén, az Északi területen folyik.A folyó mindössze 20,7 méteres tengerszint feletti magasságban ered a Wild Horse-síkságon. A folyó a forrásától északnyugati irányban folytatja útját, majd mintegy 25 kilométer megtétele után Darwin közelében éri el a Timor-tengert, amelybe tölcsértorkolattal ömlik bele. 
A Blackmore-folyó mellékfolyói a Darwin-folyó, a Lagoon Creek, a Berry Creek és a Dalys Creek.
A folyó vízminősége közepesnek mondható az Északi terület kormányának és a Department of Land Resource Management 2011-es felmérésének alapján.

## Éghajlat
A Blackmore-folyó vidékén trópusi monszunéghajlat uralkodik két jól megkülönböztethető évszakkal, a száraz és az esős évszakkal. A száraz évszak áprilistól szeptemberig tart, mintegy hat hónapon keresztül. A szeptemberi átlagos csapadékmennyiség 24 mm, miközben az októbertől márciusig tartó esős évszakban a havi átlagos csapadékmennyiség eléri a 254 mm-t. A leghevesebb esőzések december és április eleje közt vannak a vidéken.

## Fordítás
Ez a szócikk részben vagy egészben  a   Blackmore River című angol Wikipédia-szócikk ezen változatának fordításán alapul.  Az eredeti cikk szerkesztőit annak laptörténete sorolja fel. Ez a jelzés csupán a megfogalmazás eredetét és a szerzői jogokat jelzi, nem szolgál a cikkben szereplő információk forrásmegjelöléseként.